# Sematophyllum rigens
Sematophyllum rigens là một loài rêu trong họ Sematophyllaceae. Loài này được Broth. ex Dixon mô tả khoa học đầu tiên năm 1916.